# دوران جمعه‌قاضیف
 دوران جمعه‌قاضیف (متولد ۱۸ ژوئیه ۱۹۸۹) کشتی‌گیر رشته کشتی آزاد اهل قزاقستان است.